# 伊恩·阿米塔吉
伊恩·阿米塔吉（英語：Iain Armitage，2008年7月15日—），美國男演員。知名於電視劇《少年謝爾頓》（2017年起）中的谢尔顿·库珀，以及《小謊言》（2017年至2019年）的齊格·查普曼（Ziggy Chapman）；憑藉谢尔顿·库珀一角贏得一座青年艺术家奖。他也在動畫電影《狗狗史酷比！》（2020年）和《汪汪隊立大功電影版》（2021年）擔任配音。

## 早期生活
伊恩·阿米塔吉出生於喬治亞州，居住維吉尼亞州阿靈頓縣，蘇格蘭演員尤安·莫頓和戲劇製片人李·阿米塔吉（Lee Armitage）之子。據報導，他的名字取自伊恩·麥克連爵士。阿米塔吉是美國前副國務卿理察·李·阿米塔吉的孫子。

## 作品列表

### 電影
| 年份 | 標題                         | 角色                    | 附註 |
| ---- | ---------------------------- | ----------------------- | ---- |
| 2017 | 《玻璃城堡》                 | 年幼的布萊恩·沃爾斯（Brian Walls） |      |
| 2017 | 《心靈的深夜對話》           | 傑米·摩爾（Jamie Moore）           |      |
| 2017 | 《我不在這兒》               | 史提夫（Stevie）              |      |
| 2020 | 《狗狗史酷比！》             | 年幼的夏奇·羅傑斯       | 配音 |
| 2021 | 《汪汪隊立大功電影版》       | 阿奇（Chase）                | 配音 |
| 2024 | 《史酷比：圣诞节大冒险》（Scoob!: Holiday Haunt） | 夏奇·羅傑斯             | 配音 |

### 電視
| 年份      | 標題                       | 角色                     | 附註       |
| --------- | -------------------------- | ------------------------ | ---------- |
| 2014      | 《好友互整》               | 他自己                   | 單集：〈〉 |
| 2016      | 《小小達人秀》             | 客座評委                 | 單集：〈〉 |
| 2017      | 《法律与秩序：特殊受害者》 | 西奧·拉謝爾（Theo Lachere）          | 單集：〈〉 |
| 2017–2019 | 《小謊言》                 | 齊格·查普曼（Ziggy Chapman）          | 主演       |
| 2017–2024 | 《少年謝爾頓》             | 谢尔顿·库珀              | 主演       |
| 2018      | 《危险边缘》               | 他自己（影片線索提供者） | 6集        |
| 2018      | 《生活大爆炸》             | 年幼的谢尔顿·库珀        | 單集：〈〉 |
| 2020      | 《尼克兒童來過濾》         | 他自己（嘉賓成員）       | 2集        |
| 2020      | 《群聊》                   | 他自己                   | 單集：〈〉 |
| 2022      | 《價格猜猜猜》             | 他自己                   | 單集：〈〉 |

### 網路
| 年份  | 標題               | 角色   | 附註 |
| ----- | ------------------ | ------ | ---- |
| 2014– | 《伊恩愛戲劇》（Iain Loves Theatre） | 主持人 |      |

## 外部連結
- 伊恩·阿米塔吉在互联网电影资料库（IMDb）上的資料（英文）